# Rakiura vernale
Rakiura vernale  (лат.) — вид ручейников из семейства Helicopsychidae, строящих спиральные домики (англ. snail-case caddisfly), похожие на раковины улиток. Эндемики Новой Зеландии. 

## Описание
Мелкие ручейники (размах передних крыльев равен 5—7 мм) чёрного цвета. Брюшко сильно волосатое, особенно по бокам и снизу. Оцеллии отсутствуют. Ротовые органы сильно редуцированы. Нижнечелюстные щупики состоят из двух члеников: дистальный из них почти вдвое длиннее базального. 